# Solidaridad (Suiza)
Solidaridad (en francés: SolidaritéS) es un partido político suizo de extrema izquierda. Es miembro de la Izquierda Anticapitalista Europea.

## Historia
El partido fue fundado en 1992 en Ginebra. En las elecciones federales de 1995 obtuvo el 0.3% de los votos, sin obtener un solo escaño. Su participación de votos aumentó en un 0.5% en las elecciones de 1999, y un militante del partido que se postuló por la ''Alianza de la Izquierda (Solidaridad–Independientes)" ganó un escaño en el Consejo Nacional. El partido logró retener su escaño en las elecciones de 2003, pero finalmente la perdieron tras su derrota en las elecciones de 2007, en la que su participación de voto se redujo en un 0.4%.
Las elecciones de 2011, vieron su participación de voto reducida a un 0.3%, y a pesar de que su participación de voto aumentó a 0.5% en las elecciones de 2015, el partido no logró obtener escaño alguno. En las elecciones de 2019, Solidaridad se presentó en coalición con el Partido Suizo del Trabajo, obteniendo un escaño que no logró retener en 2023.

## Resultados electorales

### Consejo Nacional
| Elección | Votos        | %    | Escaños |
| -------- | ------------ | ---- | ------- |
| 1995     | 6.168 (#15)  | 0,3  | 0/200   |
| 1999     | 9.138 (#14)  | 0,5  | 1/200   |
| 2003     | 10.562 (#11) | 0,5  | 1/200   |
| 2007*    | 16.649 (#10) | 0,71 | 1/200   |
| 2011*    | 21.482 (#12) | 0,88 | 0/200   |
| 2015*    | 20.199 (#11) | 0,81 | 0/200   |
| 2019*    | 25.427 (#9)  | 1,05 | 1/200   |
| 2023*    | 18.435 (#9)  | 0,72 | 0/200   |

*Cantidad de votos obtenida en conjunto con el Partido Suizo del Trabajo.